# Luigi Nono (peintre)
Pour les articles homonymes, voir Luigi Nono (homonymie).

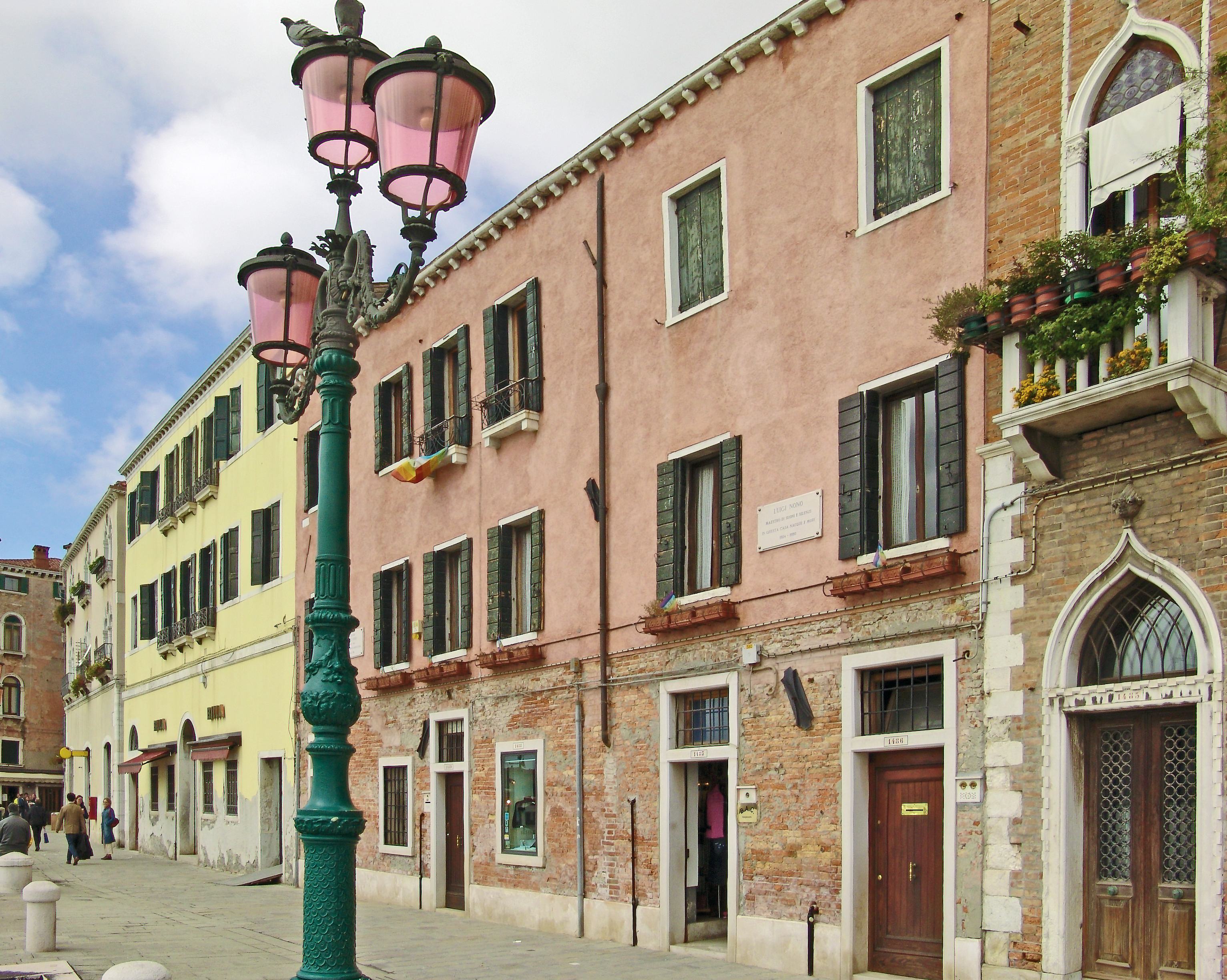
Maison de Luigi Nono à Venise

Luigi Nono (né le 8 décembre 1850 à Fusina, localité de la commune de Venise, Italie - mort le 17 octobre 1915, Venise, Italie) est un peintre appartenant à l'école vénitienne du XIXe siècle.
Il est le grand-père du compositeur Luigi Nono.

## Biographie
Il a deux ans quand sa famille s'installe à Sacile, sur les rives de la Livenza, dans le Frioul.
Après avoir terminé ses études techniques à Trévise, il part à Venise en 1865 pour fréquenter l'Académie où il est l'élève de Pompeo Molmenti.
Il retourne brièvement à Sacile en raison de la mort tragique par noyade de son petit frère Iginio. De nombreuses toiles témoignent de sa fréquentation fréquente à Polcenigo, notamment à Coltura, Gorgazzo et Santissima.
Dans sa jeunesse, il adhère à l'école des Macchiaioli de Venise et en 1873, à l'Exposition de Brera, il présente avec succès « Le Sorgenti del Gorgazzo – Les sources du Gorgazzo », acheté par M. Guggenheim.
Après la mort de son père, il s'installe définitivement à Venise en 1879 et expose en 1880 à l'Exposition universelle de Brera. A côté du paysage et du portrait, il se consacre alors à des sujets pathétiques et religieux qui rencontrent un grand succès. En 1897, il présente Funérailles d'un enfant à la deuxième Biennale de Venise et en 1898 à l'Exposition universelle de Saint-Pétersbourg.
En 1909, une autre de ses plus belles œuvres de maturité, « Prima Pioggia » – Première Pluie, située à Coltura, est exposée à la Biennale de Venise. Elle est conservée aujourd'hui au Musée d'Orsay.
En 1915, il quitta Venise pour Bologne. Le 4 mai 1915, il fut nommé Commandeur du Royaume d'Italie.
Gravement malade, il retourna à Venise en 1918, où il mourut le 15 octobre à la Casa delle Zattere

## Œuvres
- Sources de Gorgazzo, 1872, huile sur toile, 65 × 102 cm, Collection privée[3]
- Première pluie, 1909, huile sur toile, 137 × 202 cm, Musée d'Orsay, Paris[4]
- Les Orphelins, huile sur toile, 36 × 97 cm Ca' Pesaro, Venise[5].

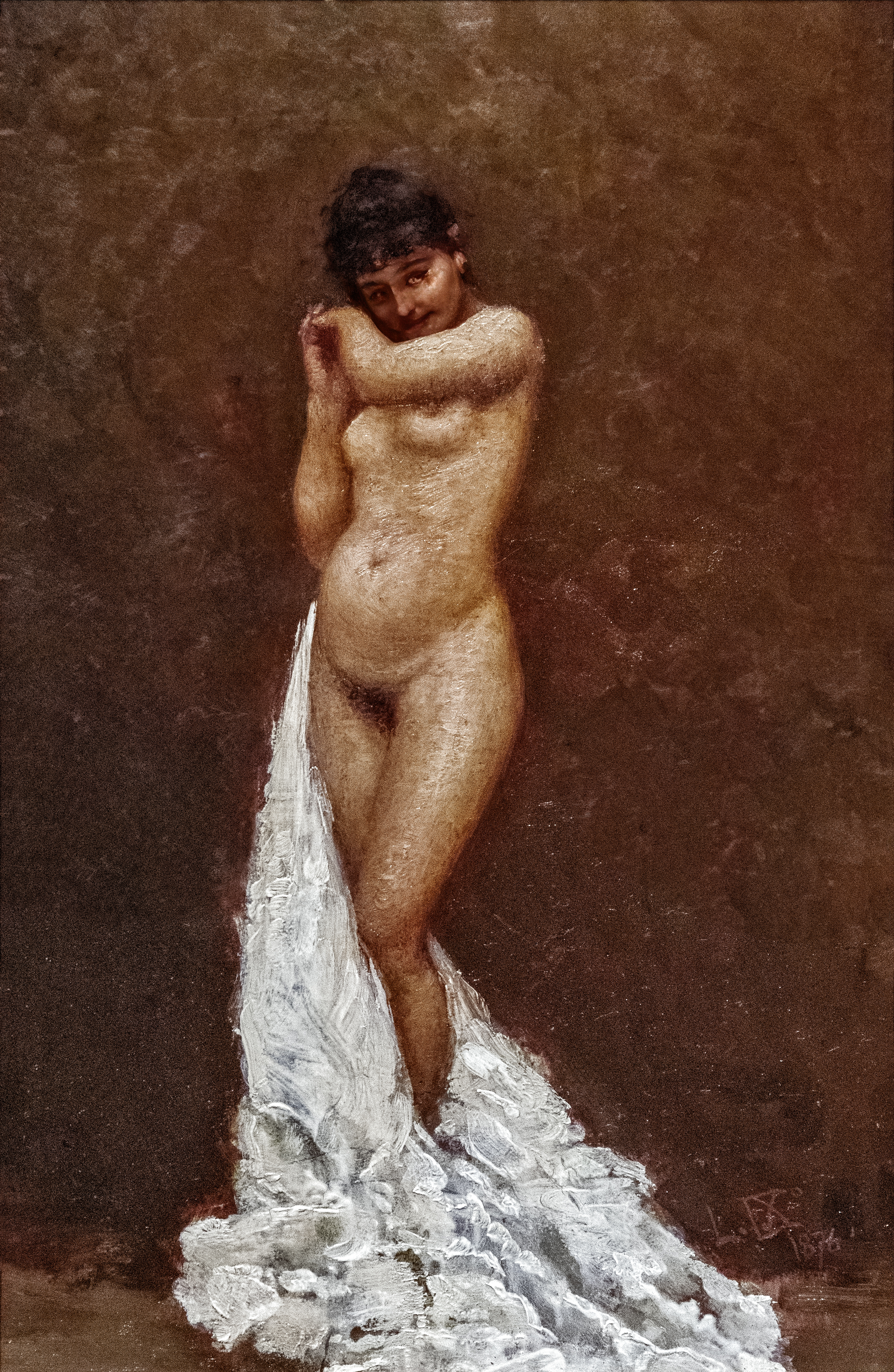
Nu féminin, 1876, Collection privée
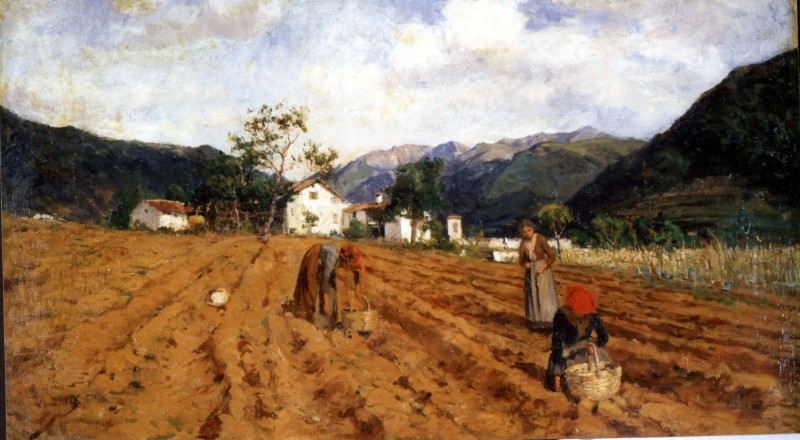
Récolte des pommes de terre, 1877